# Кобченко Катерина Аркадіївна
Катерина Кобченко (нар. 8 січня 1975) — українська жіноча та гендерна історикиня, феміністка, наукова співробітниця Центру українознавства філософського факультету КНУ імені Тараса Шевченка, членкиня правління (вчена секретарка) Української асоціації досліджень жіночої історії.

## Освіта і професійна діяльність
1997 р. — закінчила історичний факультет Київського національного університету імені Тараса Шевченка.
2001 р. — закінчила аспірантуру на кафедрі давньої та нової історії України історичного факультету КНУ ім. Шевченка.
2004 р. — захистила кандидатську дисертацію за темою: «Київські вищі жіночі курси в контексті боротьби за освіту жінок в Україні (1878—1920 рр.)».
Викладала в Київському медичному університеті УАНМ (1997-99), Відкритому міжнародному університеті розвитку людини «Україна» (2002–04) та КНУ ім. Шевченка.
Співредакторка збірки «Жінки Центральної та Східної Європи у Другій світовій війні: Гендерна специфіка досвіду в часи екстремального насильства» (Київ, 2015).

## Праці
Монографії
- «Жіночий університет Святої Ольги»: історія Київських вищих жіночих курсів: монографія. – К.: МП «Леся», 2007. – 271 c. ISBN 966-8126-61-0

Статті
- Гендерні студії в галузі історії: з досвіду Німеччини // Пошуки ґендерної паритетності: український контекст. – Ніжин, 2007. – С. 38–44.
- Жінки з Наддніпрянської України у вищій школі Швейцарії (кінець XIX – початок XX століття) // Вісник Львівського університету. Серія історична. Вип. 39-40. Львів, 2005. – C. 611-627.
- Українки на Санкт-Петербурзьких (Бестужевських) Вищих жіночих курсах (до 130-річчя заснування першого жіночого університету в Росії) // Вісник Київського національного університету імені Тараса Шевченка. Серія: Українознавство, 2008. – С. 43-46 (у співавт. з. І. Пасько)
- Входження жінок у «чоловічий» храм науки: Університет Св. Володимира і жіноцтво // Українознавство–2009: календар-щорічник, 2008, С. 84-95.
- Перша форма жіночої професійної освіти (до 165-річчя заснування Інституту повивального мистецтва при Університеті Св. Володимира) // Українознавство–2010: Календар-щорічник. К., 2009, С. 118-123.
- Спогади дружин університетських професорів як джерело історії інтелектуального середовища Києва середини XIX – поч. XX ст. (за мемуарами А. Іконнікової та М. Лучицької) // Наукові записки Інституту української археографії та джерелознавства ім. М.С. Грушевського. Том 19, Кн. 2., Ч. 1. (Джерела локальної історії: методи дослідження, проблеми інтерпретації, популяризація). С. 119-129.
- Софія Щеглова: сторінки наукової біографії // Українознавчий альманах. 2010, Вип. 2. – С. с. 269–274.
- Емансипація по-радянськи: жінки в фізичній культурі та спорті в СССР у 1920-1930 рр. // Українознавчий альманах. 2010, Вип. 4. – С. 106–115.
- Україна у складі Російської імперії XVIII ст. у вимірі інтелектуальної історії [Архівовано 13 Вересня 2017 у Wayback Machine.] // Вісник Київського національного університету імені Тараса Шевченка. Українознавство. - 2014. - Вип. 1(17)
- Emancipation within the Ruling Ideology: Soviet Women in Fizkul'tura and Sport in the 1920s and 1930s // Nikolaus Katzer, Sandra Budy, Alexandra Köhring, Manfred Zeller (Ed.). Euphoria and Exhaustion. Modern Sport in Soviet Culture and Society. — Frankfurt/Main: Campus Verlag, 2010. – S. 251–267.
- Parallele Geschichte: die Entwicklung der akademischen Frauenbildung in der Ukraine von der Mitte des 19. Bis zum Anfang des 20. Jahrhunderts // Ariadne – Forum für Frauen- und Geschlechtergeschichte, 2008, № 53-54 – S. 110–118.
- Fußball und Politik in der Ukraine ein Jahr vor der Fußball-Europameisterschaft 2012 [Архівовано 24 Березня 2016 у Wayback Machine.] // Ukraine-Analysen-93 vom 28.06.2011.